# Duomo di Trevi
Il duomo di Sant'Emiliano è la principale chiesa di Trevi, in provincia di Perugia e arcidiocesi di Spoleto-Norcia; fa parte del vicariato del Clitunno.

## Storia
Precedentemente esisteva un tempio pagano dedicato a Diana, tuttavia Feliciano, vescovo di Foligno, ne ordinò la demolizione, avvenuta nel 199, e successivamente fu costruita una chiesa cristiana.
Successivamente nel XII secolo è stata costruita l'attuale chiesa intitolata a Sant'Emiliano di Trevi. Gli interni tuttavia, in stile neoclassico, risalgono al XVI secolo.
Nella seconda metà del XV secolo la chiesa è stata ristrutturata su progetto dell'architetto Luca Carimini.

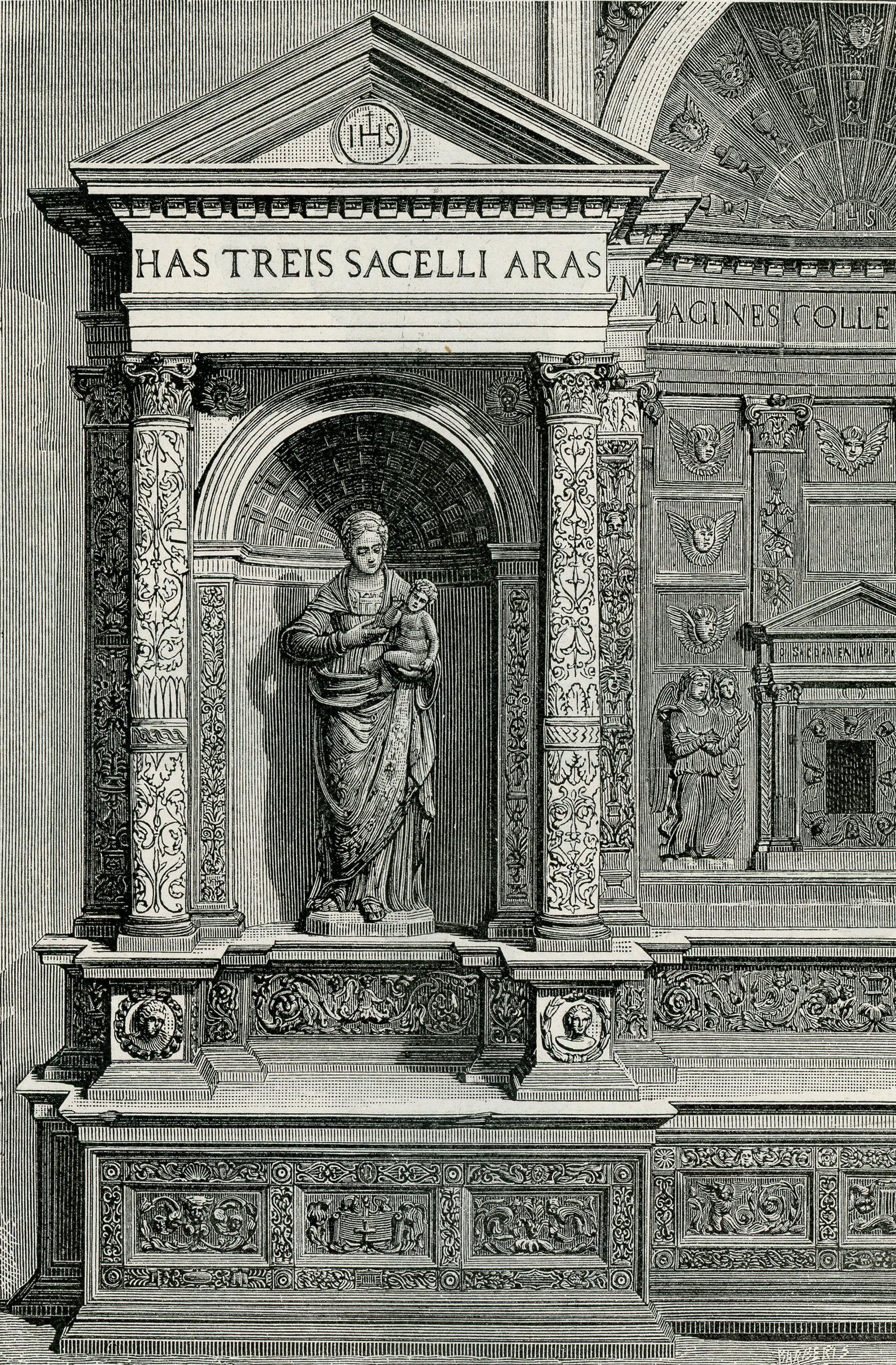
Dettaglio del grande altare scolpito in pietra nella chiesa di Sant'Emiliano (xilografia)